# Operacija Dropshot
Operacija Dropshot je bil načrt Združenih držav Amerike iz časa hladne vojne, ki bi ga udejanjili v primeru vojne s Sovjetsko zvezo.
Vojna je bila po načrtu umeščena na 1. januar 1957, sicer pa je bil ta datum uporabljen zgolj za potrebe načrtovanja. Pripravljen je bil leta 1949 v največji tajnosti pod vodstvom generala Omarja Bradleya, javnost pa je zanj izvedela leta 1977 po zakonu o svobodi informacij. Objavljen je bil pod naslovom Dropshot: The American Plan for World War III Against Russia in 1957 (ISBN 0-8037-2148-X).

## Vsebina načrta
Načrt je bil sestavljen iz treh delov. Prvi del govori o izbruhu vojne in prvi obrambi. V njem se navedeni najverjetnejši zavezniki ZDA in SZ ter nevtralne države. Ob Jugoslaviji stoji opomba, da bo le-ta ob nadaljevanju nasprotovanja SZ poskušala ostati nevtralna in se bo uprla morebitnemu sovjetskemu napadu. Opisana je bila tudi frontna črta; potekala naj bi od Skandinavije čez Evropo po Jadranskem morju do Krete in İskenderuna ter proti vzhodu.
V drugem delu so opisane ocene o političnih, gospodarskih in vojaških dejavnikih, ki bi vplivali na položaj po sovjetskem napadu. Opisan je tako vojaški potencial vsakega bloka kot tudi posameznih in nevtralnih držav.
V tretjem delu je predvidenih veliko različnih obrambnih črt, predvidena je ameriška protiofenziva in zmaga ZDA oziroma zahodnega bloka.